# Pithecheir melanurus
Pithecheir melanurus is een knaagdier uit het geslacht Pithecheir dat voorkomt op het Indonesische eiland Java. Van deze soort zijn maar weinig exemplaren bekend, die allemaal voor de Tweede Wereldoorlog gevangen zijn.
Net als zijn nauwe verwant, de Maleisische Pithecheir parvus, is deze soort sterk aan het leven in bomen aangepast. De twee soorten verschillen echter van elkaar in bepaalde verhoudingen van de schedel. De kop-romplengte bedraagt 159 tot 176 mm, de staartlengte 202 tot 213 mm, de achtervoetlengte 30 tot 32 mm, de oorlengte 18 tot 20 mm en de schedellengte 43,2 tot 45,7 mm.
Pithecheir melanurus · Pithecheir parvus · Pithecheir peninsularis†